# Barunica Castelli-Glembay
Barunica Castelli-Glembay glavni je ženski lik u drami Gospoda Glembajevi Miroslava Krleže. Drama je praizvedena 14. veljače 1929. godine u Hrvatskom narodnom kazalištu u Zagrebu. Prvu Barunicu Castelli odigrala je Bela Krleža, koja će istu ulogu igrati do 1963. godine u različitim režijama.

## Popis glumica koje su igrale Barunicu Castelli-Glembay

### Kazališne predstave
- 1929. – Bela Krleža, režija: Alfonso Verli, HNK Zagreb
- 1931. – Jarmila Urbánková, režija: Branko Gavela, Národni divadlo Brno (na češkom jeziku)   Arhivirana inačica izvorne stranice od 2. travnja 2016. (Wayback Machine)
- 1937. – Jarmila Kronbauerova, režija: Zvonimir Rogoz, Stavovské divadlo Prag (na češkom jeziku)   Arhivirana inačica izvorne stranice od 14. veljače 2021. (Wayback Machine)
- 1945. – Ivica Tanhofer (rođ. Barun), režija: Tomislav Tanhofer, HNK Split
- 1946. – Bela Krleža, režija: Đoko Petrović, HNK Zagreb
- 1953. – Ilonka Raczkó, režija: István Varga, Narodno pozorište Népszinhá Subotica, Vojvodina, Jugoslavija (na mađarskom jeziku)
- 1958. – Anna Tökés, režija: Bojan Stupica, Nacionalno kazalište u Budimpešti, Mađarska[1]
- 1960. – Bela Krleža, režija: Đoko Petrović, HNK Zagreb
- 1960. – Marija Boškova, režija:?, Skoplje, Jugoslavija
- 1962. – Sava Severova, režija:?, Beograd, Jugoslavija
- 1965. – Jelka Asić, režija:?, Subotica, Jugoslavija
- 1965. – Ruth Birk, režija:  Rolf Hasselbrink, Sommerspiele Graz, Austrija (prvi put na njemačkom jeziku)[2][3]
- 1969. – Marija Danira, režija:?, Sarajevo, Jugoslavija
- 1973. – Mira Stupica, režija: Bojan Stupica, Narodno pozorište Beograd, Jugoslavija
- 1974. – Neva Rošić, režija: Vladimir Gerić, HNK Zagreb
- 1975. – Ljudmila Maksakova / Elena Dobronravova, režija: Miroslav Belović, Državno akademsko kazalište "Vahtangov", Moskva, SSSR[4]
- 1975. – Teréz Czegö, režija: Mihai Berechet, Mađarsko državno kazalište u Temišvaru, Rumunjska (na mađarskom jeziku)[5]
- 1977. – Jarmila Krulišová, režija: Vaclav Hudeček, Nacionalno kazalište Prag, Čehoslovačka[6]
- 1982. – Katalin Gyöngyössy, režija: György Emöd, Györi Nemzeti Színház (Nacionalno kazalište Jura), Mađarska[7]
- 1984. – Dubravka Miletić, režija: Petar Veček, GDK Gavella
- 1985. – Emília Vášáryová, režija: Miloš Pietor, Činohra SND Bratislava (na slovačkom jeziku)
- 1993. – Ena Begović, režija: Georgij Paro, HNK Zagreb
- 2001. – Ksenija Prohaska, režija: Aleksandar Anurov, HNK Split
- 2002. – Jasna Đuričić, režija: Egon Savin, Srpsko narodno pozorište, Novi Sad
- 2006. – Rimante Valiukaite, režija: Ivica Buljan, Litavsko narodno kazalište, Vilnius
- 2006. – Helena Peršuh, režija: Dušan Jovanović, Slovensko narodno gledališče Nova Gorica
- 2007. – Severina Vučković, režija: Branko Brezovec, HNK Ivana pl. Zajca, Rijeka
- 2011. – Anica Dobra, režija: Jagoš Marković, Atelje 212, Beograd
- 2011. – Alma Prica, režija: Vito Taufer, HNK Zagreb
- 2012. – Nataša Barbara Gračner, režija: Ivica Buljan, Slovensko narodno gledališče Ljubljana
- 2013. – Vesna Tominac Matačić, režija: Željko Senečić, Klub Kolding, Zagreb
- 2013. – Jasna Ančić, režija: Vinko Radovčić, HNK Zadar
- 2013. – Sophie von Kessel, režija: Martin Kušej, Residenz Theater, München[8]
- 2014. – Dagmar Havlová, režija: Martin Huba, Divadlo na Vinohradech, Prag
- 2017. – Anja Šovagović Despot, režija: Zlatko Sviben, Dubrovačke ljetne igre
- 2019. – Domagoj Janković, režija: Branko Brezovec, Festival Miroslav Krleža
- 2019. – Nataša Janjić, režija: Miroslav Međimorec, GDK Gavella

### Filmovi
- 1977. – Mari Szemes, režija: János Dömölky, Mađarska[9]
- 1979. – Ljudmila Maksakova, režija: Miroslav Belović, Aleksej Kuznjecov, Vladimir Semakov, SSSR
- 1988. – Ena Begović, režija: Antun Vrdoljak, Jugoslavija
- 2014. – Matija Prskalo, režija: Željko Senečić, Hrvatska

### Radio-drame
- 1947. – Bela Krleža, režija: Tito Strozzi, Hrvatska
- 1958. – Vlasta Fialová, režija: Olga Zezulová, Češka
- 1973. – Dianah Hinz, režija: Amido Hoffmann, Njemačka[2]

## Vanjske poveznice
- Vjesnik o premijeri Gospode Glembajevi u Zagrebu i Beogradu.